# تصنيف باتز مورغن
تصنيف باتز-مورغن (Bautz–Morgan classification) هو نظام تصنيف نمطي لتشكل المجرات يصنف عناقيد المجرات طور بواسطة لورا-بي باتز وويليام ويلسون مورغان في عام 1970 . يحدد تصنيف باتز مورغن ثلاثة أنواع رئيسية هي: الأول والثاني والثالث ( I, II, وIII.) ويسمح أيضا بالأنواع المتوسطة (I-II, II-III) وتم اقتراح نوع رابع IV في البداية، ولكن تم تعديله لاحقا قبل نشر البحث النهائي.

## التصنيف
- A type I عنقود مجري تهيمن علية مجرة نوع-سي دي ساطعة وكبيرة.على سبيل المثال أبيل 2029 وأبيل 2199.
- A type II عنقود مجري يحتوي على مجرات إهليلجية يكون سطوعها بالنسبة إلى للعنقود متوسط بين النوع الأول والنوع الثالث. عنقود كوما المجري مثال على هذا النوع .
- A type III عنقود مجري ليس لديه أعضاء استثنائين، مثال على هذا النوع عنقود العذراء المجري.ويتألف من قسمين فرعيين type IIIE و type IIIS.
  - Type IIIE عنقود لا يحتوي على العديد من المجرات الحلزونية العملاقة.
  - Type IIIS عنقود يحتوي على العديد من المجرات الحلزونية العملاقة.
- النوع الرابع type IV الغير مستخدم كان عنقود يحتوع على مجرات ساطعة معظمها حلزونية.[2]

## أمثلة
| صورة | مثال                 | النوع       |
| ---- | -------------------- | ----------- |
|      | Abell 2199           | Type I      |
|      | Abell S740           | Type I-II   |
|      | عنقود كوما المجري    | Type II     |
|      | أيبل 1689            | Type II-III |
|      | عنقود العذراء المجري | Type III    |